# Monstrueux...
Monstrueux... est une série de bande dessinée pour la jeunesse.
- Scénario et dessins : Lewis Trondheim
- Couleurs : Brigitte Trondheim

## Albums
- Tome 1 : Monstrueux Bazar (1999)
- Tome 2 : Monstrueux Noël (1999)
- Tome 3 : Monstrueux Dindon (2000)
- Tome 4 : Monstrueux Dinosaure (2001)

## Publication

### Éditeurs
- Delcourt (Collection Jeunesse) : Tomes 1 à 4 (première édition des tomes 1 à 4).